# Sépon
La Sépon (Se Pon au Laos, Sông Xê-pôn au Viêt Nam), est un petit sous-affluent du Mékong qui forme une partie de la frontière lao-vietnamienne entre la province de Savannakhet, au Laos, et la province de Quảng Trị au Viêt Nam.
La Sépon prend sa source au Laos, dans l'est de la province de Saravane. Elle coule vers le nord pour former la frontière entre la province de Savannakhet et celle de Quảng Trị, jusqu'à la ville vietnamienne de Lao Bao (poste frontière laotien de Dane Savanh). Elle coule ensuite vers l'ouest sur une quarantaine de kilomètres avant de se jeter dans la Se Banghiang, un affluent du Mékong, près de la ville de Sepon.
Peu profonde (environ 1 m) et large d'une centaine de mètres, elle est relativement propre, étant située à l'écart de tout centre industriel important.
- (en)/(de) Cet article est partiellement ou en totalité issu des articles intitulés en anglais « Sepon River » (voir la liste des auteurs) et en allemand « Sepon » (voir la liste des auteurs).